# エグバート・ウォーカー
エグバート・ハミルトン・ウォーカー（Egbert Hamilton Walker、1899年6月12日 - 1991年3月10日 ）はアメリカ合衆国の植物学者である。沖縄、琉球諸島などの植物を研究した。

## 略歴
シカゴに生まれた。2歳のときにポリオに罹患し、障害が残った。ミシガン大学、ウィスコンシン大学で学び、1940年にジョンズ・ホプキンス大学から博士号を得た。ウィスコンシン大学を卒業後、1928年からスミソニアン研究所の国立自然史博物館で働き始め、学芸員を務めた。球諸島科学調査プログラム (SIRI=Scientific Investigations of the Ryukyu Islands)の植物調査部門主任調査官に任じられ、1951年に初めて沖縄を訪れ、その後も何度も琉球諸島をフィールドワークし、1976年に"Flora of Okinawa and the southern Ryukyu Islands."(Edición ilustrada de Smithsonian Institution Press, 1.159 pp. ISBN 0-87474-145-9)を出版した。その研究範囲は琉球諸島に留まらず、ニュージーランド、日本列島、フィリピン、ハワイ、グアム他、太平洋の島、太平洋沿岸諸国に及んだ。ワシントン植物学会の会長を務め、日本植物学会の会員でもあった。
キク科の植物の種名、ヨナクニイソノギク（Aster asagrayi Makino var. walkeri Kitam.）などに献名されている。

## 著作
- Egbert Hamilton Walker. 1976. Flora of Okinawa and the southern Ryukyu Islands. Edición ilustrada de Smithsonian Institution Press, 1.159 pp. ISBN 0-87474-145-9
- Jisaburō Ōi, Frederick Gustav Meyer, Egbert Hamilton Walker. 1965. Flora of Japan: A combined, much revised and extended translation of his Nihon shokubutsu shi Flora of Japan (1953) and Nihon shokubutshu shi shida hen Flora of Japan - Pteridophyta (1957). Ed. Smithsonian Institution. 1.067 pp.
- Egbert Hamilton Walker. 1940. A Revision of the Eastern Asiatic "Myrsinaceae": A Dissertation... of the Johns Hopkins University... Editor Bureau of printing, 259 pp.